# 천녀유혼 (1960년 영화)
천녀유혼(The Enchanting Shadow)은 홍콩에서 제작된 이한상 감독의 1960년 영화이다. 요체 등이 주연으로 출연하였다.

## 출연

### 주연
- 요체
- 양지경
- 조뢰

## 제작진
- 원작자: 포송령